# Famille Law (Angleterre)
Cette page explique l’histoire ou répertorie les différents membres de la famille Law.
La famille Law est une famille subsistante de la noblesse britannique, originaire du comté de Westmorland. Elle s'est distinguée par les fonctions politiques, militaires, ecclésiastiques et juridiques occupées par ses membres.
Elle a été illustrée par Edward Law, 1er comte d'Ellenborough, président de la Commission de Contrôle (1790-1871).

## Histoire
Selon William Paley, la famille Law descendent d'une famille de yeomen installés depuis longtemps à Askham dans le comté de Westmorland avant de s'implanter dans le comté de Cumberland.
La famille est d'abord un soutien du parti whig avant de se rapprocher du positionnement de William Pitt le Jeune après les évènements de la Révolution française. Au cours du XIXe, elle se rapproche du parti conservateur.
La famille Law est un soutien de l'Union entre la Grande-Bretagne et l'Irlande par le biais de Edward Law, 1er baron Ellenborough qui préside le procès pour Haute trahison du colonel Edward Despard en avançant, entre autres, l'atteinte à l'Acte d'Union.
Le huitième enfant et quatrième fils de Edward Law, 1er baron Ellenborough se convertie au catholicisme et une partie de sa descendance émigre au Canada.
Charles Towry-Law, 3e baron Ellenborough ajoute « Towry » à son nom « Law » pour « Towry-Law » par une licence royale de 1885, en référence à sa grand-mère paternelle Anne Towry (1769-1843),.

## Personnalités
- Edmund Law (1703-1787), homme d'église, fils d'Edward Law ;
- John Law (1745-1810), homme d'église, fils du précédent ;
- Ewan Law (1747-1829), homme politique, frère du précédent ;
- Edward Law, 1er baron Ellenborough (1760-1818), homme politique et juriste, frère du précédent ;
- Edward Law, 1er comte d'Ellenborough (1790-1871), homme politique, fils du précédent ;
- Charles Law (1792-1850), homme politique et avocat, frère du précédent ;
- Charles Towry-Law, 3e baron Ellenborough (1820-1890), homme politique, fils du précédent ;
- Charles Towry-Law, 4e baron Ellenborough (1856-1902), homme politique, fils du précédent ;
- Henry Law (1802-1885), homme politique et avocat, grand-oncle du précédent ;
- Edward Law, 5e baron Ellenborough (1841-1915), homme politique et militaire, fils du précédent ;
- Cecil Law, 6e baron Ellenborough (1849-1931), homme politique et militaire, frère du précédent ;
- Henry Law, 7e baron Ellenborough (1889-1945), homme politique et militaire, fils du précédent ;
- Richard Law, 8e baron Ellenborough (1926-2013), homme politique et homme d'affaires, fils du précédent ;
- Rupert Law, 9e baron Ellenborough (1955-), homme d'affaires et militaire, fils du précédent ;
- George Law (1761-1845), homme d'église, fils d'Edmund Law ;
- James Law (1790-1876), homme d'église et écrivain, fils du précédent.

## Titres et armoiries

### Titres
- Comte de Ellenborough (22 octobre 1844)[6]
(Pairie du Royaume-Uni)
  - Vicomte Southam (22 octobre 1844)[6]
(Pairie du Royaume-Uni)
  - Baron Ellenborough (19 avril 1802)[6]
(Pairie du Royaume-Uni)

### Armoiries

Law

Towry

Towry-Law

« D'hermine à la bande engrêlée de gueules chargée de trois molettes d'éperon d'or et accompagnée de deux coqs du second émail. »

« D'azur à une tour donjonnée de trois pièces essorées en dôme, le tout d'argent. »

« Écartelé : aux I et IV, taillé d'hermine et de contre-hermine, au lion d'or brochant sur le tout, qui est de Trevor ; aux II et III, de sable à la fasce d'argent chargée de trois coquilles de gueules et accompagnée de trois léopards d'or tachetés du champ, qui est de Hill. »

## Généalogie
Cet arbre généalogique représente la lignée agnatique, par conséquent seul la descendance patronymique est développée.

### Arbre généalogique de la famille Law
Arbre généalogique de la famille Law
- Edmund Law (?-1689) X Elizabeth Wright (?-1685)
  - Edmund Law (1673-1741) X (1701) Patience Langbaine (≈1680-1733)
    - Edmund Law (1703-1787) X (1740) Mary Christian (≈1721-1762)
      - Edmund Law (1741-1758)
      - Bridget Law (1742-1742)
      - Mary Law (1744-1768) X (1764) James Lushington (1734-1801)
      - John Law (1745-1810) X (1782) Anne Plaskett (?-1813)
      - Elizabeth Law (1746-1767)
      - Ewan Law (1747-1829) X (1784) Henrietta Markham (1764-1844)
        - Harriet Law (1785-1869)
        - William Law (1786-1869) X (1817) Charlotte Simpson (1799-1860)
        - Maria Law (1788-1866) X (1810) Sir George Clerk, 6e baronnet de Penicuik (1787-1867)
        - Edward Law (1790-1868) X (1816) Mary Mosley (1792-1877)
        - Elizabeth Law (1794-1878)
        - Cecilia Law (1795-1868)
        - George Law (1796-1820) X (1815) Charlotte Price (?-1867)
          - Henrietta Law (1818-1847) X (1835) Arthur Littledale (1815-1888)

      - Edward Law, 1er baron Ellenborough (1760-1818) X (1789) Anne Towry (1769-1843)
        - Edward Law, 1er comte d'Ellenborough (1790-1871) X (1813) Octavia Stewart (1792-1819) (sans descendance) puis épouse Jane Digby (1807-1881) en 1824 (dont descendance).
          - Arthur Law (1828-1830)

        - Charles Law (1792-1850) X (1811) Elizabeth Nightingale (1789-1864)
          - Mary Law (1816-1888) X (1839) John Browne, 3e baron Kilmaine (1794-1873)
          - Elizabeth Law (1818-1888)
          - Charles Towry-Law, 3e baron Ellenborough (1820-1890) X (1840) Eleanor Howard (1817-1852) (sans descendance) puis épouse Anna Day (?-1860) en 1855 (dont descendance).
            - Charles Towry-Law, 4e baron Ellenborough (1856-1902)

          - Charles Towry-Law, 3e baron Ellenborough (1820-1890) X (1863) Isabella Ogilby (?-1874) (dont descendance) puis épouse Beatrice Knatchbull (1847-1932) en 1874 (sans descendance).
            - Gertrude Towry-Law (1869-1895)
            - Emily Towry-Law (1872-1926)

          - Frederica Law (1824-1889) X

        - Elizabeth Law (1799-1883) X (1838) Charles Abbot, 2e baron Colchester (1798-1867)
        - Henry Law (1802-1885) X (1839) Dorothea Rochfort (1815-1871)
          - Edward Law, 5e baron Ellenborough (1841-1915) X (1906) Hermione Schenley (1859-1942)
          - Cecil Law, 6e baron Ellenborough (1849-1931) X (1884) Alice Astell (1858-1916)
            - Henry Law, 7e baron Ellenborough (1889-1945) X (1923) Helen Lovatt (1901-2002)
              - Richard Law, 8e baron Ellenborough (1926-2013) X (1953) Rachel Hedley (?-1986) (dont descendance) puis épouse Frances Yeates (?-2004) en 1994 (sans descendance).
                - Rupert Law, 9e baron Ellenborough (1955-) X (1981) Grania Boardman (1955-)
                  - James Law (1983-) X Sophie Hobbs (1981-)
                    - Henrietta Law (2014-)
                    - Edward Law (2020-)

                  - Georgina Law (1984-)
                  - Frederick Law (1990-)

                - Edmund Law (1956-) X (1982) Susan Baker (?-)
                  - David Law (1984-) X (2012) Lynne Mackillop (?-)
                    - Elizabeth Law (2014-)
                    - Aveline Law (2016-)

                  - John Law (1986-)

                - Charles Law (1960-)

              - Cecil Law (1931-2005) X (1957) Daphne Methuen-Campbell (1935-)
                - Cecilia Law (1958-) X (1985) James Chamberlain (1958-)
                - Mariane Law (1960-) X (1986) George Wheeler-Carmichael (1959-)
                - Catherine Law (1962-) X (1985) Anthony Ayles (?-)
                - Edward Law (1971-)

          - Louisa Law (1851-1889) X (1889) Augustus Crowder (1843-1924)
          - Ethel Law (1857-1937)

        - Frederica Law (1805-1879) X (1829) Henry Ramsden (1799-1871)
        - William Law (1809-1886) X (1831) Augusta Graves (1812-1844)
          - Augustus Law (1833-1880)
          - Francis Law (1835-1901)
          - Thomas Law (1836-1904) X (1880) Wilhelmina Allen (1843-1931)
            - Frida Law (1880-1953) X (1908) Charles Taylor (1881-1952)
            - Henry Law (1883-1964) X (1909) Jean Graham (?-1956) (dont descendance) puis épouse Nancy Norbury (?-1958) en 1877 (sans descendance).
              - Richard Law (1919-2009) X (1944) Barbara Wright (1920-2018)
                - Nigel Law (1949-) X (1973) Sandra Rush (?-)
                  - Tamsin Law (1976-) X (2006) Craig Cheetham (?-)
                  - Emily Law (1977-2015)

                - Nigel Law (1949-) X (1992) Caroline Southwood (?-)
                  - Alice Law (1998-)

                - David Law (1950-) X (1977) Michelle Davis (?-)
                  - Katherine Law (1983-)
                  - Alexander Law (1987-)

                - Penelope Law (1955-) X (1995) James Muir (?-)

              - Christopher Law (1921-?) X  (1954) Alison Mitchell (?-?)
                - Fiona Law (1955-)
                - Johnathan Law (1958-)
                - Ian Law (1961-) X (1990) Fiona McIntyre (?-)
                  - Katrina Law (1988-)
                  - Duncan Law (1989-)
                  - Thomas Law (1993-)

              - Michael Law (1925-?) X (1954) Dorothea von Schön-Kreuzenau (?-?)
                - Richard Law (1955-)
                - Peter Law (1958-) X (1979) Carol Rattee (?-)
                  - Naomi Law (1986-)
                  - Gemma Law (1991-)

                - John Law (1961-)
                - Stephen Law (1966-)

            - Louisa Law (?-1958) X (1920) Frederick Ellis (?-?)
            - Frances Law (?-?) X (1902) John Ayling (1868-1935)
            - Augusta Law (?-?) X (1910) Roden Orde (1867-1941)

          - Frederick Law (1841-1922) X (1874) Charlotte Crawford (1846-1914)
            - John Law (1876-1919) X (1917) Eleanor Kingsford (1886-1975)
              - Margaret Law (1918-2008) X (1940) Denys Symons (?-?)

            - William Law (1880-1967) X (1912) Helen Watson (?-1971)
              - Frederick Law (1912-1986) X (1937) Ruth Dill (?-?)
                - Sharron Law (1937-) X (1955) James Brazier (?-)
                - Stephen Law (1943-) X (1966) Julika Fietus-Winkler (?-)
                  - Alexandra Law (1977-)
                  - Adrian Law (1979-)

              - Charlotte Law (1917-?) X (1939) Marshall Cleland (?-1958) (dont descendance) puis épouse John Horne (?-1974) en 1960.

            - Frederick Law (1882-1932)
            - Augustus Law (1883-1960) X (1919) Maud Crawford (?-?)
            - Adrian Law (1885-1945) X (1914) Maud Audette (1889-1960)
              - Charles Law (1916-1996) X (1942) Jane Shaw (1917-2010)
              - Adrian Law (1918-1968) X (1942) Wilhelmina Angus (?-?) (dont descendance) puis épouse Muriel Vaio (1912-1999) en 1952 (sans descendance).
                - Moira Law (1943-)
                - John Law (1946-1972)

            - Mary Law (?-1926) X (1911) James Stewart (?-?)

          - Victor Law (1842-1910) X (1867) Mary Bowen (?-1870) (dont descendance) puis épouse Helen Crawford (1852-1932) en 1875 (sans descendance).
            - Mary Law (?-1928)

          - Augusta Law (1844-1920) X (1862) Windsor Elwes (1839-1916)

        - William Law (1809-1886) X (1831) Matilda Montgomery (1813-1894)
          - Geraldine Law (1848-1940)
          - Ernest Law (1854-1930) X (1890) Katherine Russell (1855-1954)
          - William Law (1856-1943) X (1889) Constance Bagot (1849-1909) (dont descendance) puis épouse Catherine Hozier (1860-1930) en 1912 (sans descendance).
            - Nigel Law (1890-1967) X (1929) Anastasia Muravieff (1887-1976)

        - Mary Law (?-1851) X (1827) Thomas Dyneley (1782-1860)
        - Frances Law (1812-1894) X (1832) Charles Des Voeux (1802-1833) (sans descendance) puis épouse Sir Robert Dallas, 2e baronnet de Harley Street (1804-1874) en 1841 (dont descendance).
        - Anne Law (1815-1852) X (1841) John Colville, 9e lord Colville de Culross (1768-1849)

      - Christian Law (1752-1773)
      - Joanna Law (1753-1823) X (1772) Sir Thomas Rumbold, 1er baronnet de Woodhall (1736-1791)
      - Joseph Law (1755-?)
      - Edmund Law (1758-?)
      - Thomas Law (1759-1834) X (1796) Elizabeth Curtis (1776-1831)
        - Elizabeth Law (1797-1822) X (1817) Nicholas Rogers (1789-1860)

      - George Law (1761-1845) X (1784) Jane Adeane (1764-1826)
        - Jane Law (1784-1843) X (1823) Robert Harkness (1798-1839)
        - Anna Law (1786-1832)
        - Joanna Law (1787-1848)
        - Augusta Law (1789-1822) X (1812) James Slade (1783-1860)
        - James Law (1790-1876) X (1820) Henrietta Grey (1798-1866)
          - James Law (1824-1901) X (1857) Harriet Turner (1827-1906)
            - James Law (?-?)
            - Charles Law (?-?)

          - Frederick Law (1827-1907) X (1852) Adelaide Vane (1830-1882)
          - Charlotte Law (1832-1902)

        - George Law (1794-1811)
        - Henry Law (1797-1884)
        - Robert Law (1799-1784) X (1829) Sidney Davidson (1806-1882)
          - Mary Law (1838-1892) X (1858) Sir Frederick Williams, 2e baronnet de Tregullow (1830-1878)

        - Margaret Law (1803-1838)

## Alliances

### Alliances anciennes (XVIIesiècle-XIXesiècle)
Cette famille s'est alliée aux familles : Langbaine (1701), Christian (1740), Lushington (1764), Rumbold (1772), Plaskett (1782), Adeane (1784), Markham (1784), Towry (1789), Curtis (1796), Clerk (1810), Nightingale (1811), Slade (1812), Stewart (1813), Price (1815), Mosley (1816), Rogers (1817), Simpson (1817), Grey (1820), Harkness (1823), Digby (1824), Dyneley (1827), Davidson (1829), Ramsden (1829), Graves (1831), Montgomery (1831), Des Voeux (1832), Littledale (1835), Abbot (1838), Browne (1839), Rochfort (1839), Howard (1840), Colville (1841), Dallas (1841), Vane (1852), Day (1855), Turner (1857), Williams (1858), Elwes (1862), Ogilby (1863), Bowen (1867), Crawford (1874, 1875 et 1919), Knatchbull (1874), Norbury (1877), Allen (1880), Astell (1884), Bagot (1889), Crowder (1889), Russell (1890), Wright...

### Alliances contemporaines (XXesiècle-XXIesiècle)
Cette famille s'est alliée aux familles : Ayling (1902), Schenley (1906), Taylor (1908), Graham (1909), Orde (1910), Stewart (1911), Hozier (1912), Watson (1912), Audette (1914), Kingsford (1917), Ellis (1920), Lovatt (1923), Muravieff (1929), Dill (1937), Cleland (1939), Symons (1940), Angus (1942), Wright (1944), Vaio (1952), Hedley (1953), Mitchell (1954), von Schön-Kreuzenau (1954), Brazier (1955), Methuen-Campbell  (1957), Horne (1960), Fietus-Winkler (1966), Rush (1973), Davis (1977), Rattee (1979), Boardman (1981), Baker (1982), Ayles (1985), Chamberlain (1985), Wheeler-Carmichael (1986), McIntyre (1990), Southwood (1992), Yeates (1994), Muir (1995), Cheetham (2006), Mackillop (2012), Hobbs...